# Avenue des Grésillons
L'avenue des Grésillons est une voie de communication située entre Gennevilliers et Asnières-sur-Seine.

## Situation et accès

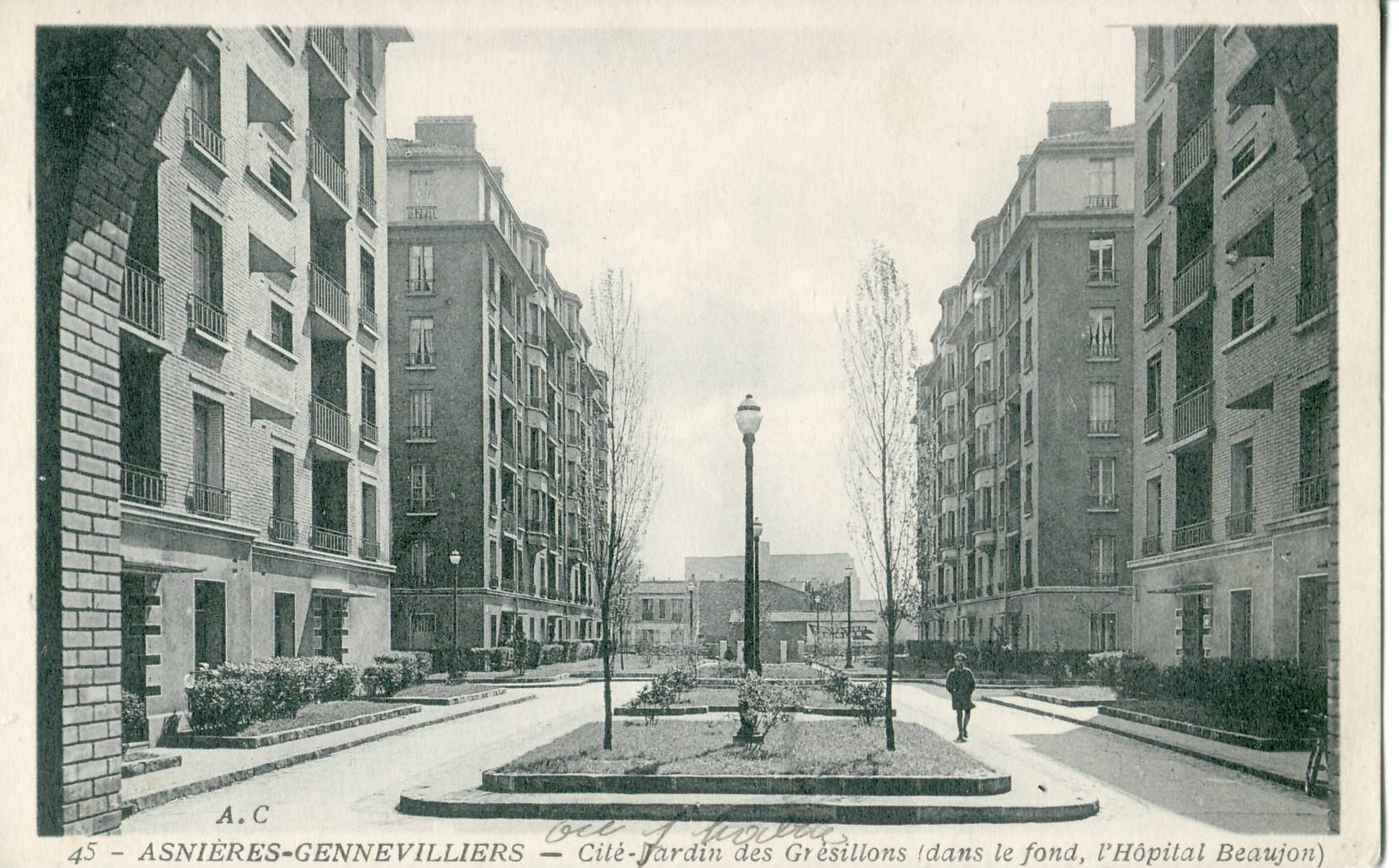
La cité-jardin des Grésillons, côté Asnières, (au fond, vers le sud, l'Hôpital Beaujon).

L'avenue suit le très ancien chemin qui longe la Seine et se dirige vers Saint-Denis, en suivant le parcours de la route départementale 9, et qui était appelé au moins jusqu'en 1870, « chemin d'Asnières à Saint-Denis ».
Venant de l'ouest, elle part de la place Voltaire à Asnières-sur-Seine, passe sous la rue des Bas et la ligne 13 du métro de Paris, qui dessert la station Gabriel-Péri.
Au carrefour de l'avenue Laurent-Cély, elle franchit ensuite la route nationale 315 qui circule en souterrain.
Elle passe sous le pont de la ligne d'Ermont - Eaubonne à Champ-de-Mars, à proximité de laquelle se trouve la gare des Grésillons.
Elle se termine au boulevard Louise-Michel (précédemment nommé boulevard des Grésillons) à Gennevilliers.

## Origine du nom

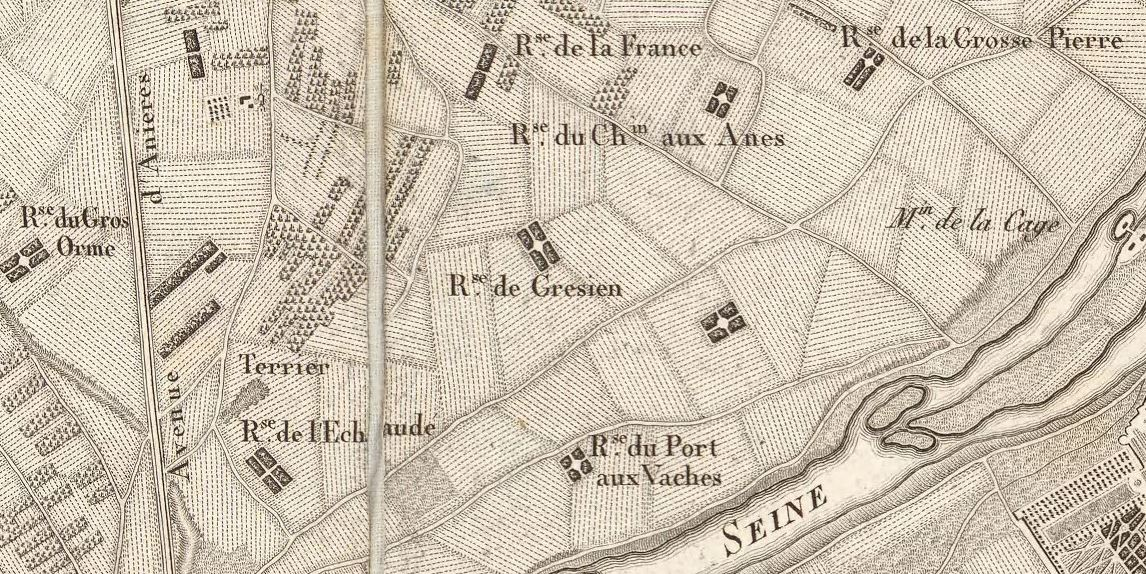
La remise de Grésien sur la carte des Chasses du Roi, au XVIIe.

Cette voie de communication porte le nom d'un ancien lieu-dit. Ce lieu-dit « les Grésillons », anciennement « les Grésiens » est mentionné depuis le Moyen Âge. Il fut ensuite l'emplacement d'une importante remise de chasse, visible sur la carte des Chasses du Roi.

## Historique
La plaine des Grésillons était au XIXe siècle un territoire agricole appartenant à la ville de Paris. Elle a donné son nom, entre autres, à un indicatif téléphonique, ainsi qu'au quai des Grésillons.
Originellement, cette avenue s'appelait « rue Saint-Denis », pour la même raison que la rue Pierre-Brossolette à Asnières-sur-Seine et le boulevard Saint-Denis à Courbevoie, qu'elle prolonge. 
La tornade du 18 juin 1897 y fait des dégâts significatifs.

## Bâtiments remarquables et lieux de mémoire

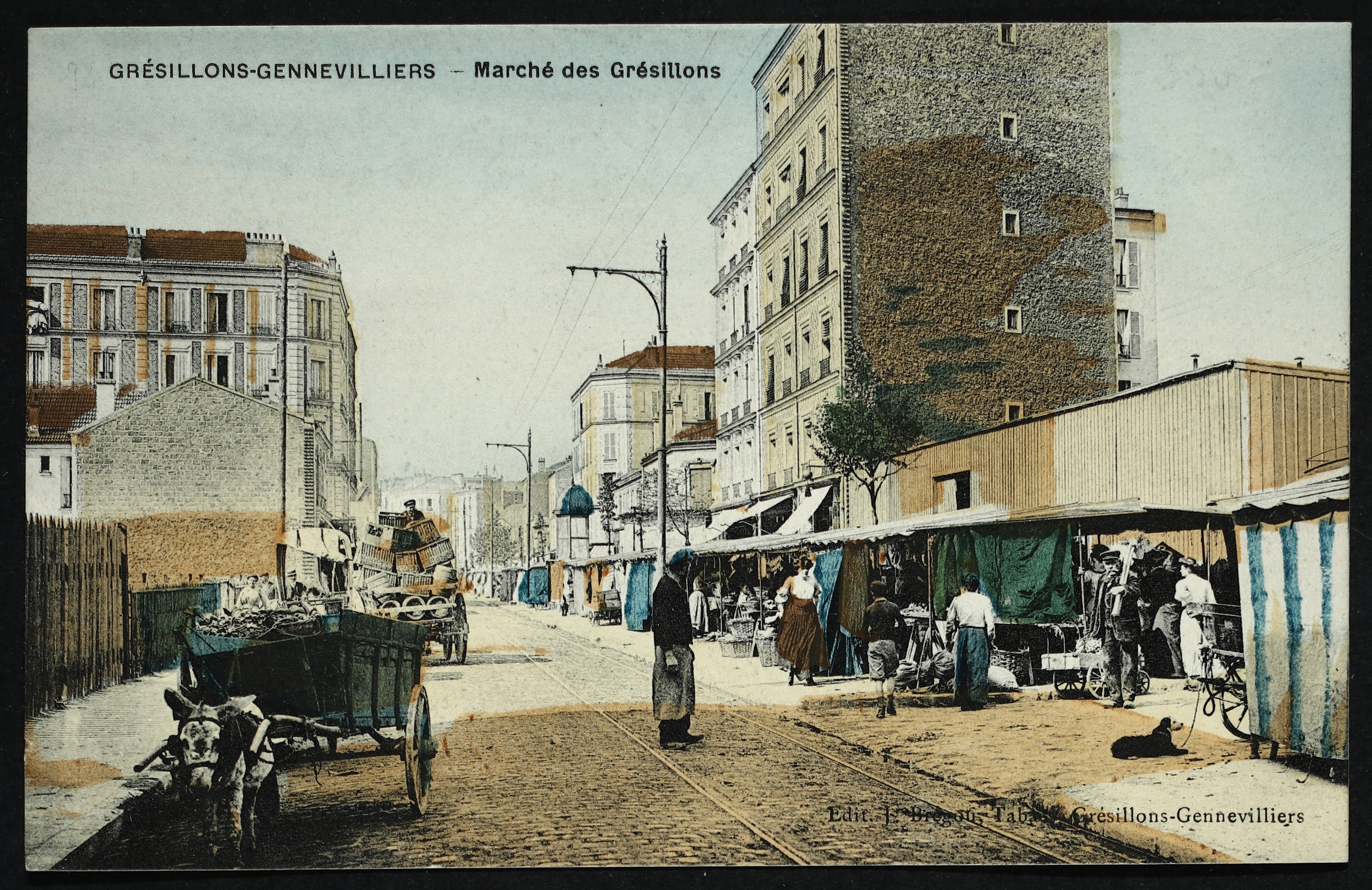
Le marché des Grésillons, 1900.

- Centre universitaire d'Asnières.
- Théâtre de Gennevilliers.
- Gare des Grésillons.
- Hôpital Saint-Jean[5].
- Marché des Grésillons[6].
- Cité-jardin des Grésillons[7].
- Jardin Chenard et Walcker.